# 特里哈特基
45°44′5″N 29°46′51″E / 45.73472°N 29.78083°E
特里哈特基（烏克蘭語：Трихатки）是位於烏克蘭西南部的村莊，由敖德萨州裡比爾霍羅德-德涅斯特羅夫斯基區的利曼市鎮負責管轄。該村始建於1815年，面積0.49平方公里，海拔高度5米，2001年人口149，人口密度每平方公里304.08人。